# Sonhult

Sonhult är en by i Färgelanda socken i Hylte kommun.
Byn omtalas i dokument första gången 1690. Fram till 1852 då laga skifte genomfördes låg byn samlad kring gården som nu är Sonhult 1:13 (tidigare Sonhult 1:5). Under Sonhult har bland annat lytt Hörle eller Hultet, Norra Näset som var soldattorp för rote 63 vid Södra Vedbo kompani av Södra Västbo kompani av Jönköpings regemente, Näset Hagalund, Lyckan, Solbacken, Ulfsbo torp, Nybygget Strandsberg, torpet Strandsberg eller "Kransatorpet", Nybygget Långeryd, Nybygget Mossarp och Södra Näset.
Byn hade sina sågar och mjölkvarnar i ån Skvallarn som rinner från Bockhults mosse. Torpet Strömberga hade ett sågverk som senare byggdes om med vattenturbin och var i drift ända fram till 1930-talet. Sonhults såg revs 1912 men en vattendriven stickelhyvel var i bruk där in på 1920-talet.